# Norman I. Platnick
Norman I. Platnick (Bluefield, 30 de dezembro de 1951 – Filadélfia, 8 de abril de 2020) foi um aracnólogo americano e o curado da Família Peter J. Solomon do departamento de zoologia de invertebrados do Museu Americano de História Natural. 

## Biografia
Com Ph.D. na Universidade de Harvard em 1973, Platnick descreveu milhares de espécies de aranhas em vários locais do mundo, desde as caranguejeira-anãs da América do Norte até a aranha-de-cauda-branca do gênero Lampona da Austrália.
Também manteve o World Spider Catalog, um website mantido pelo Museu Americano de História Natural que centraliza literatura aracnológica e mantém uma lista compreensível, ordenada taxonomicamente, de todas as espécies que foram descritas formalmente.

## Morte
Morreu no dia 8 de abril de 2020 na Filafélfia, aos 68 anos, em decorrência de complicações ocasionadas por uma queda.

## Publicações
- Platnick, N. I.  "A Revision of the North American Spiders of the Family Anyphaenidae".  Ph.D. thesis, Harvard University, 1973
- Platnick, N. I. "A Relimitation and Revision of the Australasian Ground Spider Family Lamponidae (Araneae: Gnaphosoidea)." Bulletin of the American Museum of Natural History 245 (2000): 1-330.  versão Web - Resumo, PDF
- Griswold, C. E., J. A. Coddington, N. I. Platnick, and R. R. Forster. "Towards a Phylogeny of Entelegyne Spiders (Araneae, Araneomorphae, Entelegynae)." Journal of Arachnology 27 (1999): 53-63. PDF
- Platnick, N. I. "Advances in Spider Taxonomy 1992-1995, with Redescriptions 1940-1980." New York Entomological Society (1998): 976 pp.
- Platnick, N. I., J. A. Coddington, R. R. Forster, and C. E. Griswold. "Spinneret Morphology and the Phylogeny of Haplogyne Spiders (Araneae, Araneomorphae). American Museum Novitates 3016 (1991): 1-73. PDF (50Mb)
- Platnick, N. I. "Spinneret Morphology and the Phylogeny of Ground Spiders (Araneae, Gnaphosoidea)." American Museum Novitates 2978 (1990): 1-42. PDF (33Mb)
- Willis John Gertsch and Norman I. Platnick: "A revision of the spider family Mecicobothriidae (Araneae, Mygalomorphae)."  American Museum novitates 2687 Resumo, PDF

- Dimensions Of Biodiversity: Targeting Megadiverse Groups[ligação inativa] (from: Cracraft, J. & Grifo, F.T. (eds.) (1999). The Living Planet In Crisis - Biodiversity Science and Policy. Columbia University Press.